# Ischionodonta versicolor
Ischionodonta versicolor är en skalbaggsart som först beskrevs av Louis Alexandre Auguste Chevrolat 1859. Ischionodonta versicolor ingår i släktet Ischionodonta och familjen långhorningar.
Artens utbredningsområde är:
- Costa Rica.
- Guyana.
- Nicaragua.
- Panama.

Inga underarter finns listade i Catalogue of Life.